# Heath Hayes and Wimblebury
Heath Hayes and Wimblebury – gmina (civil parish) w Anglii, w hrabstwie Staffordshire, w dystrykcie Cannock Chase. Leży 16 km na południowy wschód od miasta Stafford i 183 km na północny zachód od Londynu.